# ルミノコッカス属
ルミノコッカス属は、草食動物の胃などに存在するグラム陽性菌の一属。
セルロース分解能力を持ち、草食動物の胃などに生息する。草食動物が草を餌にできるのはルミノコッカスやフィブロバクターなどが植物の繊維を分解して動物が利用できる形に変えているからである。一般的に嫌気性で、培養には強い嫌気度を必要とする。球形をしており、ほとんどの場合いくつかの細胞が鎖状にくっついて生息している。セルラーゼを有し、セルロースを分解してそれを栄養とするが、一部の菌はキシロース分解酵素は有さず、また、グルコースも取り入れることはできない。フィルミクテス門クロストリジウム目に属すが芽胞は形成しない。セルロースの分解を行うための研究に用いられているが、いまだ実用に達してはいない。

## 主なルミノコッカス属菌
- Ruminococcus albus
- Ruminococcus bromii
- Ruminococcus callidus
- Ruminococcus flavefaciens（タイプ種）
- Ruminococcus gauvreauii
- Ruminococcus gnavus
- Ruminococcus lactaris
- Ruminococcus obeum
- Ruminococcus torques